# Luchthaven Ambrolaoeri
Luchthaven Ambrolaoeri (Georgisch: ამბროლაურის აეროპორტი) is een klein binnenlands vliegveld in het noordwesten van Georgië bij Ambrolaoeri, de hoofdstad van de regio Ratsja-Letsjchoemi en Kvemo Svaneti. De luchthaven is eigendom van en wordt uitgebaat door United Airports of Georgia, een staatsbedrijf. In de hedendaagse vorm is het sinds 2017 open. Er wordt een paar keer per week vanaf vliegveld Natachtari bij hoofdstad Tbilisi op Ambrolaoeri gevlogen.

## Algemeen

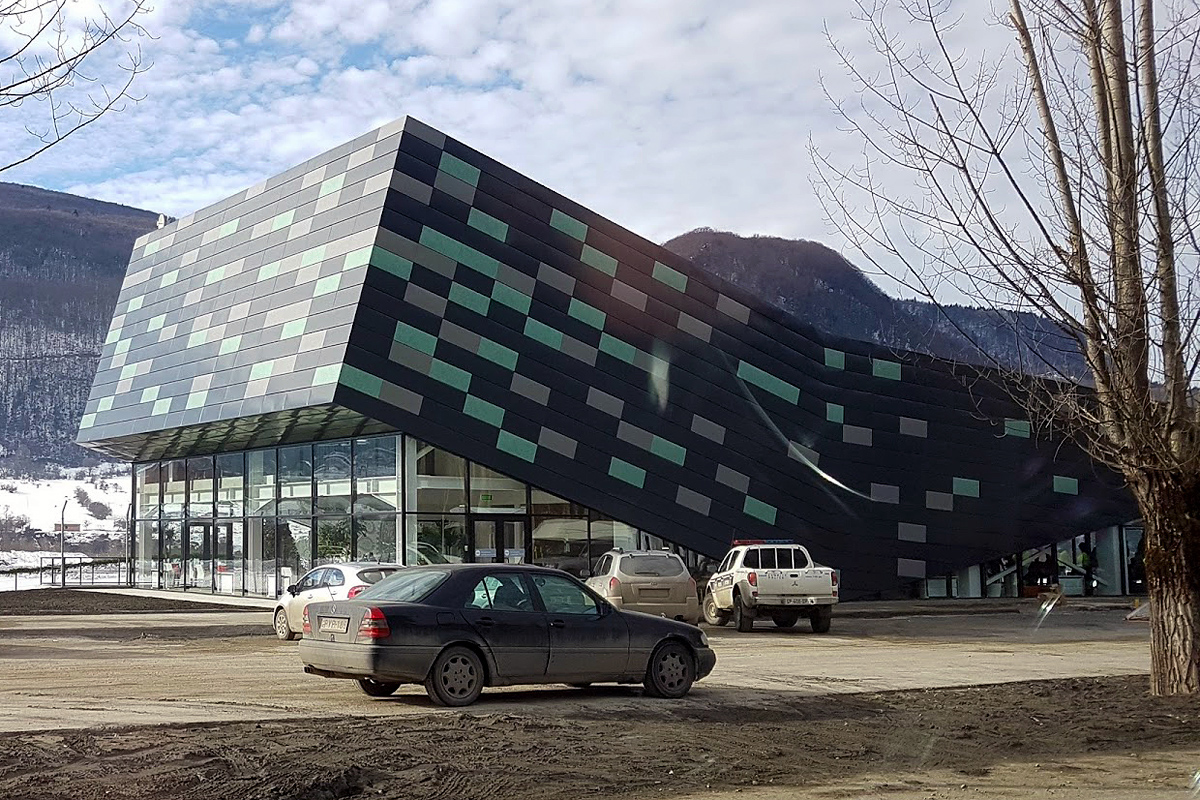
Opvallend luchthavengebouw

Vliegveld Ambrolaoeri ligt in de historische regio Ratsja aan de rivier Rioni, een van de grootste rivieren van Georgië en ligt tussen de Ratsja- en Letsjchoemigebergtes. De regio is van toeristisch belang en het is de bakermat van een van de vooraanstaande wijnsoorten van Georgië, de Chvantsjkara, vernoemd naar het dorp van oorsprong tien kilometer ten westen van Ambrolaoeri.
Sinds 2017 wordt er een paar keer per week door Vanilla Sky vanaf vliegveld Natachtari (bij Tbilisi) gevlogen op Ambrolaoeri met een 19-zits Let L-410.

## Historie
Toenmalig president Micheil Saakasjvili noemde Ambrolaoeri in 2010 als één van de nieuw te ontwikkelen regionale vliegvelden voor het stimuleren van toerisme. Uiteindelijk identificeerde de Georgische luchtvaartautoriteit in 2015, in opdracht van de nieuwe regering, vier oude vliegvelden die geschikt werden geacht om nieuw leven in te blazen, waaronder Ambrolaoeri. Dit was de eerste van het viertal die werd ontwikkeld, en is anno 2021 ook de enige gebleken. Het vliegveld kreeg gedurende 2016 een nieuwe 1.100 meter lange verharde start/landingsbaan van beton en er werd een luchthavengebouw gebouwd met een oppervlakte van 600m² en plaats voor ongeveer 50 passagiers. Het ging in januari 2017 open.

## Bestemmingen
| Luchtvaartmaatschappijen | Bestemmingen |
| ------------------------ | ------------ |
| Vanilla Sky              | Natachtari   |

## Statistiek
| Jaarlijks aantal reizigers Ambrolaoeri | Jaarlijks aantal reizigers Ambrolaoeri | Jaarlijks aantal reizigers Ambrolaoeri | Jaarlijks aantal reizigers Ambrolaoeri | Jaarlijks aantal reizigers Ambrolaoeri |
| -------------------------------------- | -------------------------------------- | -------------------------------------- | -------------------------------------- | -------------------------------------- |
| Jaar en passagiers                     |                                        |                                        |                                        | Groei                                  |
| 2017 01.723                            |                                        |                                        |                                        |                                        |
| 2018 01.582                            | 2018 01.582                            |                                        | 08,2%                                  | 08,2%                                  |
| 2019 01.966                            | 2019 01.966                            |                                        | 24,3%                                  | 24,3%                                  |
| 2020 01.214                            | 2020 01.214                            |                                        | 38,3%                                  | 38,3%                                  |
| 2021 02.000                            | 2021 02.000                            |                                        | 64,7%                                  | 64,7%                                  |
| 2022 02.657                            | 2022 02.657                            |                                        | 32,9%                                  | 32,9%                                  |
| 2023 02.225                            | 2023 02.225                            |                                        | 16,3%                                  | 16,3%                                  |
| 2024 01.825                            | 2024 01.825                            |                                        | 18,0%                                  | 18,0%                                  |